# شیرزاد حسن
شیرزاد حسن (زادهٔ سال ۱۹۵۱ در اربیل - )، نویسنده، شاعر و مترجم کُرد اهل عراق است. شیرزاد حسن آثار مهمی در داستان‌نویسی و رُمان کُردی خلق کرده‌است. شهرت او بیشتر به خاطر داستان‌نویسی و نگاه متفاوت او در ادبیات کُرد است. نوشته‌های او که همه به زبان کُردی و گویش سورانی نگاشته شده‌اند به دیگر زبان‌های جهان نیز ترجمه شده‌اند.

## زندگی
شیرزاد حسن در سال ۱۹۵۱ در شهر اربیل پایتخت اقلیم کردستان در خانواده‌ای از طایفۀ نصیری‌ها به دنیا آمد. پدر او نظامی خشنی بود و در خانوادۀ آن‌ها کسی اجازه ابراز عقیده نداشت و همین مسئله باعث کم‌رویی شیرزاد نوجوان شده‌بود. او بعدها شخصیت پدر و جامعۀ سنتی و پدرسالار خود را در داستان‌هایش، از جمله نوولت قدرتمند «حصار و سگ‌های پدرم» بازتاب داد. در این قصه، راوی پس از پدرکشی، درمی‌یابد که زنده و مردۀ پدرش ارزش و کارکردی برابر دارد. مردۀ پدر مانند زنده و مردۀ فیل است، یا حتی، ارزشی افزوده پیدا کرده‌است. چون ارزش اسطوره در جامعۀ اسطوره‌اندیش بسیار بیشتر از واقعیت است و ارزش دروغ بیش از حقیقت. از این روست که شیرزاد حسن با آگاهی از جنبه‌های گوسفندوار زندگی توده‌های اسطوره‌اندیش و خرافه‌باور، با شجاعت در کنار نقد خودکامگی پدر یا قدرت استبدادی، به نقد فرهنگ توده‌وار نیز دست می‌زند، با این که می‌داند ممکن است از دو طرف طرد شود.
سال ۱۹۷۵ دانشنامه کارشناسی زبان انگلیسی را از دانشگاه المستنصریه بغداد دریافت کرد و به عنوان دبیر زبان خارجه به تدریس پرداخت. سال ۱۹۹۷ پس از شرکت در کنفرانس جهانی نویسندگان مدت شش ماه در فنلاند ماندگار شد، اما طاقت نیاورد و راه میهن را در پیش گرفت و در سلیمانیه اقامت گزید. رُمان «مِه بر فراز دره» در حقیقت داستان نوستالژیک اقامت چندماههٔ او در اروپا است. او هم‌اکنون در شهر سلیمانیه برای یکی از نهادهای وابسته به سازمان ملل متحد کار می‌کند و همچنان به نوشتن داستان و رُمان مشغول است.
شیرزاد حسن به ایران نیز سفر کرده و در ۱۰ فروردین ۱۳۹۵ در حضور بیش از هزار نفر از دوستداران ادبیات به سخنرانی در مورد ادبیات پرداخت.
شیرزاد از همان آغاز با سبک و رویه‌ای متفاوت پا به جهان نویسندگی نهاد. وی با درهم شکستن تابوها و محدودیت‌های جامعۀ سنتی، توانست گوشه‌هایی از اسباب درماندگی و عقب ماندگی‌های مردم و دردها و محنت‌های لایه‌های فرودست اجتماع خود را آشکار سازد. او نویسنده‌ای متعهد به ادبیات و جامعه است و از این روی ادبیات را رها از هرگونه قید و بند و مرز می‌داند و تصریح می‌کند: «من وقتی می‌نویسم هیچ چیزی را قبول ندارم». شیرزاد حسن طرفدار جدی فمینیسم و حقوق زنان و آزادی‌های مشروع قانونی است و این موضوع در بیشتر داستان‌های او نمود پیدا می‌کند. بختیار علی او را «این اُدیپ خجالتیِ کُردستان» نامیده که گرچه نگاه و دیدگاهی کمابیش فرویدی به جهان پیرامون خود دارد، اما فرویدیسم او از نوع شرقیِ آن است که در عشقی ناب و به دور از هرگونه خیانت ریشه دارد. عشقی که همهٔ زنان و مردانِ میهنش از آن سهمی دارند.

## بخشی از سخنان شیرزاد حسن در کنفرانس ۱۹۹۷ نویسندگان جهان
شیرزاد حسن سال ۱۹۹۷ در کنفرانس جهانی نویسندگان در شهر موکولای فنلاند به ایراد سخنرانی با عنوان «پاسخی تازه برای پرسشی کهن» پرداخت که توجه نویسندگان حاضر در کنفرانس را به خود جلب کرد. بخشی از سخنان او بدین گونه بود:
«شما وارثان دکارت هستید که می‌گفت: من می‌اندیشم، پس هستم. اما من فرزند فرهنگی هستم که باید نیندیشد تا بماند. فرهنگ شما برای یک پرسش در زمان‌های گوناگون، پاسخ‌های تازه و گوناگون دارد، در حالی که فرهنگ ما برای یک پرسش در هر زمانی، یک پاسخ بیشتر ندارد. نزد ما آسمان به جای زمین سخن می‌گوید. شما از راهِ نوشتن وارد تاریخ شده‌اید، از راه هنر و ادبیات، ولی ما از راه مرگ و مصیبت، و به این دلیل است که پیش از آنکه با عقلِ شما گفتگو کنیم، بهتر است با وجدان شما سخن بگوییم. هراسِ من این است که آغازِ قرن بیست و یکم پایانی بر تاریخِ ما یا آغازی بر اختناقِ دسته‌جمعیِ ما باشد.»

## آثار

### تألیف
همۀ آثار شیرزاد حسن به زبان کُردی، لهجه سورانی است، عمدۀ آن‌ها عبارتند از (نام کتاب به فارسی برگردانده شده):
1. تنهایی (مجموعه داستان ـ چاپ اول ۱۹۸۳)
2. گل سیاه[۸] (مجموعه داستان ـ چاپ اول ۱۹۸۸)
3. حصار و سگ‌های پدرم[۹] (نوولت ـ چاپ اول ۱۹۹۶)
4. محلۀ مترسک‌ها (مجموعه داستان ـ چاپ اول ۱۹۹۷)
5. پهن‌دشت غزالانِ کُشته‌شده[۱۰] (رُمان ـ چاپ اول ۲۰۰۱)
6. مِه بر فراز درّه[۱۱] (رُمان ـ چاپ اول ۲۰۰۳)
7. پروانه‌های پیرِ شامگاهان[۱۲] (مجموعه داستان ـ چاپ اول ۲۰۰۴)
8. رؤیای عنکبوت‌ها و زنی اَلکَن[۱۳] (دو رُمانِ کوتاه ـ چاپ اول ۲۰۰۶)
9. زنی بر فراز مناره[۱۴] (رُمان ـ چاپ اول ۲۰۱۰)
10. واپسین شبِ هُبوطِ عیسی[۱۵] (رُمان ـ چاپ اول ۲۰۱۵)
11. چوبدستی‌های موطن و واپسین زمزمه‌های من[۱۶] (مجموعه اشعار ـ چاپ اول ۲۰۱۵)

### ترجمه
شیرزاد حسن آثار مختلفی را در موضوعات متنوعی چون شعر، داستان، نمایشنامه، روان‌شناسی، هنر و … به زبان کُردی ترجمه کرده‌است. مهم‌ترین آن‌ها عبارتند از:
1. قه‌له‌ڕه‌ش و زه‌نگه‌کان (گزیده شعر غرب، به فارسی: کلاغ و زنگ‌ها)، ۲۰۰۲
2. چۆن ده‌بیت به باشترین هاوڕێی خۆت؟ (روانشناسی، به فارسی: چگونه بهترین دوست خود باید بود؟)، ۲۰۰۳
3. گه‌نجه ئازاکه‌ی سه‌ر جۆلانه‌که (گزیده داستان‌های غرب)، ۲۰۰۳
4. جه‌نگاوه‌ری ڕۆشنایی، ۲۰۰۷
5. فریشته‌یه‌ک له بابل داده‌به‌زێت، ۲۰۰۷
6. مارا ساد (نمایشنامه)، ۲۰۰۷
7. مه‌رگه‌ساتی شا لیر (نمایشنامه)، ۲۰۰۷

## ترجمۀ آثار به فارسی
1. ناتور دره[۱۷] (مِه بر فراز درّه)، مترجم: رضا کریم مجاور
2. خانه‌ای از جنس آب،[۱۸] مترجم: رضا کریم مجاور
3. حصار و سگ‌های پدرم،[۱۹] مترجم: رضا کریم مجاور
4. حصار و سگ‌های پدرم،[۲۰] مترجم: مریوان حلبچه‌ای
5. خانۀ عنکبوت،[۲۱] مترجم:آکو حسین پور
6. رؤیای عنکبوت‌ها، مترجم: عدنان هنرور

## پژوهش‌ها در مورد شیرزاد حسن
1. بررسی تطبیقی و تحلیل شخصیت در آثار داستانی «ثروت اباظه» و «شیرزاد حسن» از دیدگاه روان‌شناسی و نقد ادبی[۲۲] (پایان‌نامۀ مقطع دکترا، نوشتۀ یدالله پشابادی)